# Estadi Nacional Vassil Levski
L'Estadi Nacional Vassil Levski (en búlgar: Национален стадион „Васил Левски“) és un estadi multifunció situat a Sofia, capital de Bulgària. És l'estadi de futbol més gran del país, i també una de les seves majors instal·lacions esportives, amb 43 230 localitats de seient.
Situat al centre de la ciutat, porta el nom de Vassil Levski, un revolucionari considerat heroi nacional de Bulgària. És l'estadi utilitzat per la selecció de futbol de Bulgària quan juga com a local, i és considerat un estadi de categoria Elit per la UEFA. També ha estat utilitzat per a altres esdeveniments multitudinaris, com ara concerts musicals.

## Història
En el lloc on està situat l'estadi es trobaven l'estadi Levski de Sofia i l'Estadi Junak, utilitzats per a partits de la selecció nacional abans de la seva demolició. En finalitzar la Segona Guerra Mundial, el 1944, tots dos estadis van ser demolits, començant la construcció de l'Estadi Nacional, que tenia al principi una capacitat de 15 000 espectadors.

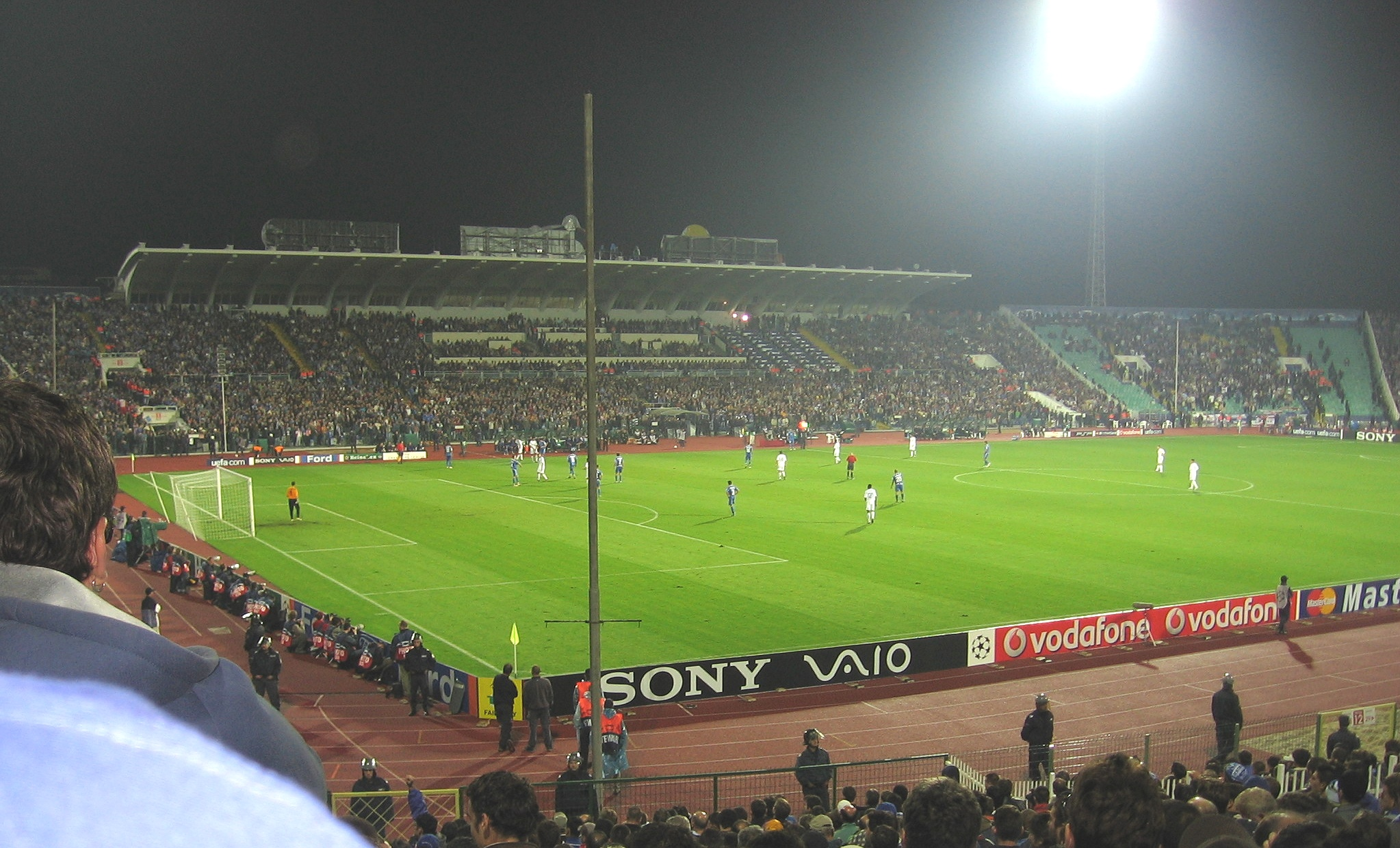
L'estadi durant un partit de Lliga de Campions el 2006.

L'Estadi Levski va ser inaugurat oficialment el 1953, i va ser objecte de dues importants renovacions els anys 1966 i 2002. El 1957 va ser seu de partits del Campionat Europeu de Bàsquet de 1957, inclosa la final entre l'URSS i Bulgària, a la qual van acudir 48 000 persones quan la competició encara es disputava en recintes oberts.
A l'estadi s'hi celebren els partits com a local de la selecció de futbol de Bulgària, així com la final de la Copa de Bulgària i competicions d'atletisme. També alberga trobades de competicions europees d'equips de la Lliga Professional de Bulgària els estadis de la qual no compleixen amb la normativa UEFA. En l'actualitat pot albergar finals de la UEFA Champions League, en haver estat declarat UEFA Elite stadium el 2002.
L'Estadi Nacional formava part de les infraestructures aportades per la ciutat de Sofia en la seva candidatura com a seu dels Jocs Olímpics d'Hivern de 2014, que finalment van ser adjudicats a la ciutat russa de Sochi. També ha estat escenari de multitudinaris concerts musicals, com els oferts per Lepa Brena, Scorpions, Metallica, Madonna, Guns N' Roses, AC/DC i Depeche Mode.

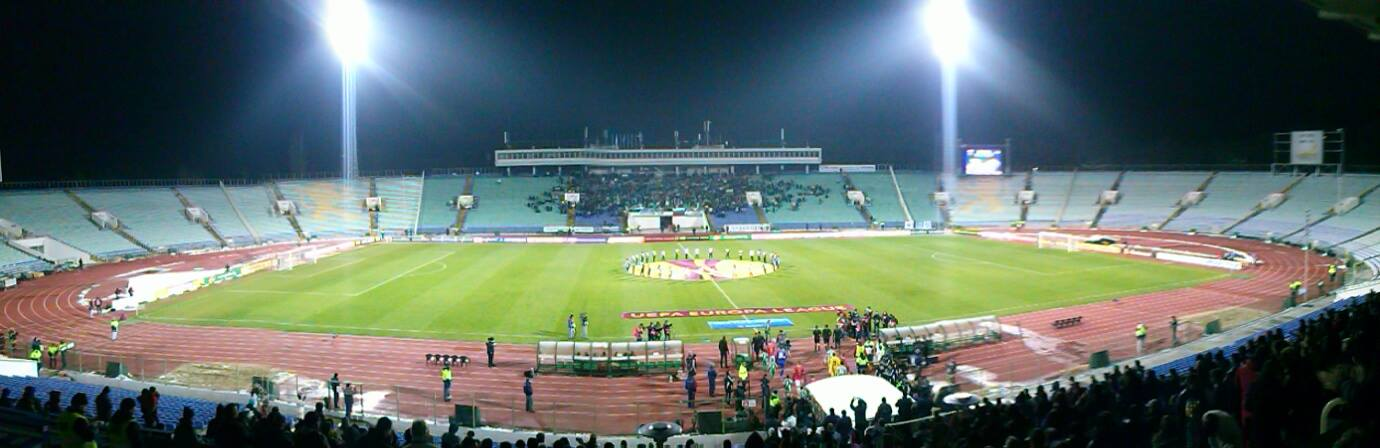
Imatge panoràmica de l'estadi.